# Monasterio de la Tentación
El monasterio de la Tentación (en griego: Μοναστήρι του Πειρασμού, en árabe: دير القرنطل‎, Deir al-Quruntal) es un monasterio cristiano ortodoxo situado en Cisjordania (Palestina), concretamente en el monte de la Tentación, y mirando hacia la localidad de Jericó y el valle del Jordán. El monasterio está construido a una altitud de 350 metros sobre el nivel del mar. El templo es una atracción turística y está bajo la administración de la Autoridad Nacional Palestina, si bien el monasterio está gestionado por la Iglesia ortodoxa de Jerusalén.

## Historia
Las treinta o cuarenta cuevas que salpican el monte de la Tentación fueron habitadas por ermitaños desde los primeros años del cristianismo, que convirtieron dichas cuevas en pequeñas celdas y capillas y elaboraron un complejo sistema de recogida de agua pluvial en cinco cisternas. En el siglo IV, los bizantinos construyeron un pequeño monasterio en las ruinas de una fortaleza asmonea, aunque este monasterio fue posteriormente abandonado como consecuencia de la invasión y conquista persa del año 614.
El más antiguo de los monasterios fue construido por los bizantinos en el siglo VI sobre la cueva en la que supuestamente Jesús pasó cuarenta días de ayuno y meditando sobre la tentación de Satán, a unos 3 kilómetros al noroeste de Jericó. El monasterio recibe su nombre de la montaña en la que está situado, el monte de la Tentación. El monasterio fue identificado por Augusta Helena de Constantinopla como uno de los "sitos sagrados" en su peregrinación en 326 d. C.
Palestina, incluyendo Jericó, fue conquistada por los árabes bajo el califato islámico de Umar ibn al-Khattab en los años 630. Cuando los cruzados invadieron el área en 1099 construyeron dos iglesias en el lugar: una en una cueva a medio camino de la cumbre (a unos 350 metros de altura) y la otra en la propia cumbre. Hacían referencia al sitio como "mons Quarantana" (de quaranta que significa 40, el número de días que Jesús ayunó según el Evangelio).
La tierra sobre la que se construyó el monasterio fue adquirida por la Iglesia ortodoxa en 1874. En 1895 se construyó el monasterio alrededor de una capilla en una cueva, que marca la piedra donde Jesús se sentó durante su ayuno. Tres monjes ortodoxos residen en el monasterio y hacen de guías para los turistas.
La Iglesia ortodoxa, junto con los palestinos ortodoxos, intentaron construir en su día una iglesia en la cima, sin éxito; los muros sin terminar de aquella iglesia están situados sobre el monasterio en la cuesta. En este emplazamiento hubo una fortaleza construida por los seleucidas denominada Doq, hasta que fuera capturada por los asmoneos. En ese sitio fue asesinado Simón Macabeo por su yerno Ptolemeo.

## Turismo

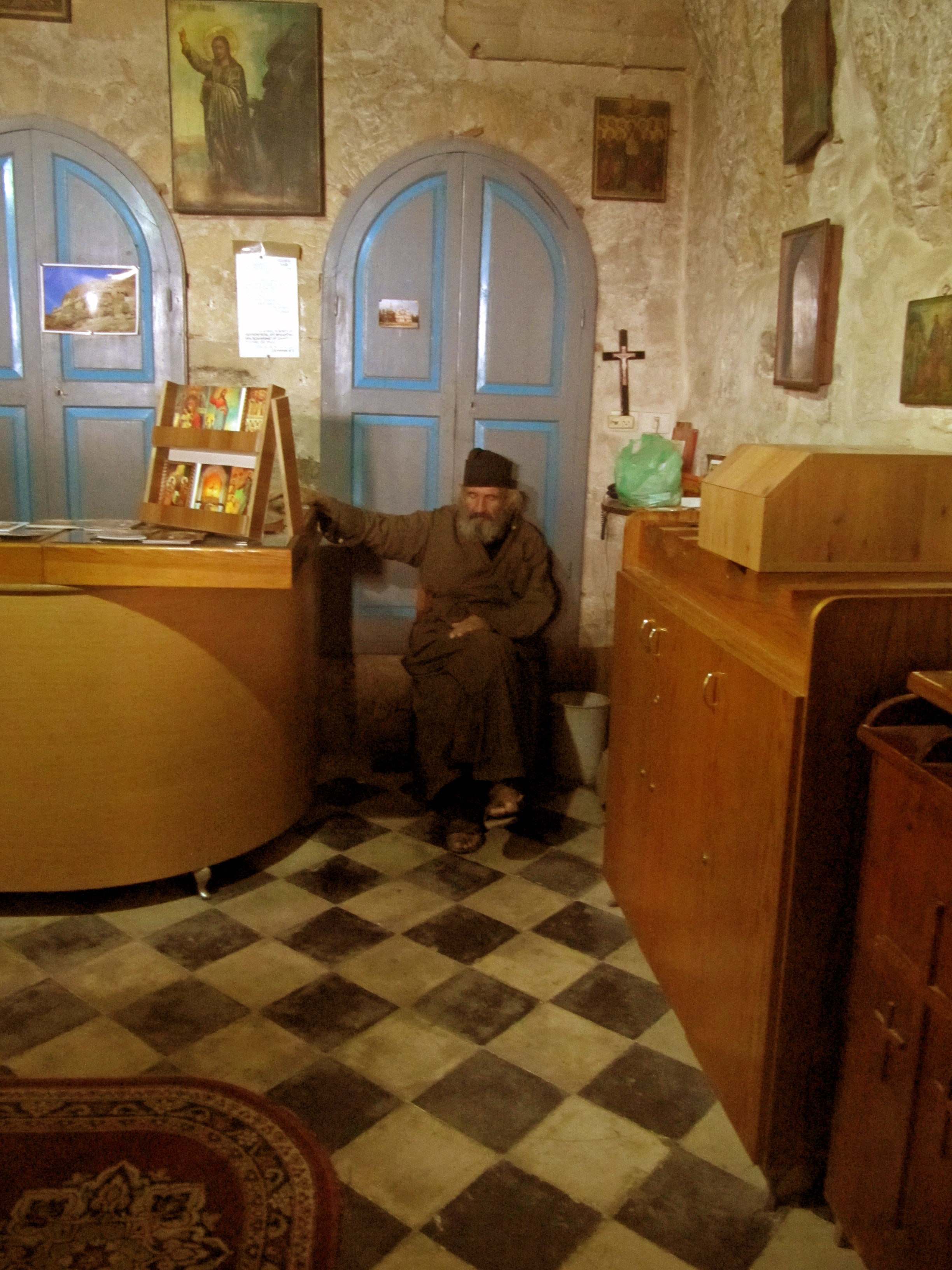

El monasterio de la Tentación es una de las principales atracciones turísticas de Jericó. Su elevación y ubicación le proporcionan unas privilegiadas vistas de la ciudad de Jericó, el valle del Jordán y el mar Muerto, que también pueden obtenerse durante el ascenso en el teleférico. Además, el centro turístico anexo al monasterio dispone de un restaurante oriental con terrazas que dan a la ciudad y de 16 tiendas de souvenirs.
Hay dos maneras de acceder al monasterio de la Tentación. Por un lado, hay un teleférico que lleva en 5 minutos desde la propia ciudad de Jericó hasta el monasterio y, por otro, se puede acceder a él mediante unas escaleras excavadas en la roca del monte de la Tentación, en un ascenso de entre 15 y 30 minutos.
El monasterio está abierto al público para visitas de lunes a viernes (9ː00-13ː00 y 15ː00-16ː00) y sábados (8ː00-14ː00). El teleférico está en funcionamiento todos los días de la semana de 8ː30 a 18ː30. A diferencia de la mayoría de monasterios ortodoxos en Oriente Próximo, el monasterio de la Tentación puede ser visitado sin problemas por mujeres y hombres. La entrada es gratuita.